# Куклената къща на Габи: Филмът
„Куклената къща на Габи: Филмът“ (на английски: Gabby's Dollhouse: The Movie) е предстоящ игрално-анимиран филм от 2025 г., базиран на сериала „Куклената къща на Габи“ за Нетфликс, създаден от Трейси Пейдж Джонсън и Дженифър Туоми, които са изпълнителни продуценти за филма. Продуциран от „Дриймуъркс Анимейшън“ в разпространение от „Юнивърсъл Пикчърс“, режисьор е Райън Крего, продуцент е Стивън Швейкарт, главната роля се изпълнява от Лейла Локхарт Крейнър, която се завръща в ролята си от оригиналния сериал. Той ще е първият игрално-анимиран филм от „Дриймуъркс Анимейшън“.
„Дриймуъркс Анимейшън“ обявява пълнометражния филм по сериала „Куклената къща на Габи“ през април 2024 г., докато Крего и Швейкарт са съответно наети като режисьор и продуцент. Снимките започват на 10 юли 2024 г. във Ванкувър, Британска Колумбия, Канада.
Премиерата на филма се очаква да излезе по кината в Съединените щати на 26 септември 2025 г.

## Актьорски състав
- Лейла Локхарт Крейнър – Габи[3]
- Джеф Гарлин – бащата на Габи[3]